# Paul-Jacques Lehmann
Paul-Jacques Lehmann est un économiste et professeur des universités français.

## Biographie
Agrégé de sciences économiques à l'université de Rouen, docteur ès sciences économiques, il est diplômé de l'École supérieure de commerce de Rouen.
Il est commandeur des palmes académiques.
Initialement professeur de finance d'entreprise et de finance de marché à l'université de Rouen, il dirige alors le master Économie et Gestion des Risques financiers. Il fonde et dirige par la suite le Centre de recherche et d'analyses bancaires et boursières.
Il est par ailleurs professeur des universités émérite au Centre de recherche en économie appliquée à la mondialisation, et ancien professeur affilié à l'école de la bourse.
Il intervient régulièrement dans d'autres établissements lors des colloques internationaux dédiés aux sciences et à l'histoire économique (université internationale de Casablanca, université de Beyrouth).
Initialement directeur de la Recherche au sein de l'École supérieure du commerce extérieur, il prend ensuite la direction des programmes concomitamment à la gestion de la filière Audit & Contrôle du programme grande école. Il est le directeur général de l'établissement de septembre 2014 à août 2015 après le départ de l'universitaire Jean Audouard.

## Publications
- Le capitalisme est-il encore d'actualité ?, Ellipses, 2012
- La Politique monétaire, Hermès Lavoisier, 2011
- Fiches et exercices de comptabilité générale, Ellipses, 2011
- Économie des marchés financiers, De Boeck, 2011
- Léon Say ou le libéralisme assumé, Les Belles Lettres, 2010
- Manuel de comptabilité, Ellipses, 2010
- Créer et gérer une SARL, Éditions Francis Lefebvre, 2008
- Bourse et Marchés financiers, Dunod collection Topos 2002, 2e édition refondue 2005, 3e édition refondue, 2008
- L'histoire toujours renouvelée des Bourses, La Vie financière, 2004
- Gestion financière des entreprises, Pearson, 2003 (traduction de l'ouvrage de Brealey et Myers, Principles of Corporate finance 7e édition)
- De l'ange gardien du franc au bâtisseur de l'euro - Histoire et évolution des banques centrales, L'Harmattan, 2000
- Économie monétaire. Théories et politique, Le Seuil, coll. « Points », 1999
- Les Sociétés de bourse, PUF coll. « Que sais-je ? » no 3360, 1998
- Le Financement de l'économie, Le Seuil, collection MEMO, 1998
- Principes de gestion financière des entreprises, Ediscience, 1997 (traduction de l'ouvrage de Brealey et Myers, Principles of corporate finance 5e édition)
- Histoire de la Bourse de Paris, PUF, coll. « Que sais-je ? » no 3262, 1997
- Économie monétaire, Le Seuil, coll. « MEMO », 1997
- Le Référis - Dictionnaire pluri-disciplinaire de la langue des affaires, Maxima, 1995
- Lexique de finance d'entreprise, Dunod, coll. « Ecofi », 1992
- Lexique de finance de marchés, Dunod, coll. « Ecofi », 1992
- La Bourse de Paris, Dunod, coll. « Ecofi », 1991
- Les Circuits financiers, Précis Dalloz, 1987, 2e édition, 1989
- Manuel d'économie monétaire, Nathan, 1988
- Le Monétarisme, ESKA, 1986
- Comptabilité générale, Mémento Dalloz, 1984
- Le Système des réserves obligatoires et le contrôle de la masse monétaire. Application à la situation de la France, PUF, 1979

Articles
- Typologie des risques bancaires appliqués à la mutation des institutions de micro-finance, Revue Gestion 2000 (septembre-octobre 2008)
- Huit articles sur le tour du monde des bourses émergentes dans l'hebdomadaire La Vie financière (juillet-août 2008)
- Les sagas de la finance, Hors-Série, La Vie financière (juillet-août 2007)
- L'influence de la fiscalité de l'épargne sur les placements en France, Revue française de finances publiques, Banque et fiscalité, novembre 2000
- Prix et monnaie dans l'œuvre de F. Hayek, revue Austriaca, no 47, décembre 1998
- Le financement de la transmission des PME, Revue française de gestion, septembre-octobre 1993
- Mesure de la potentialité du cabotage routier à l'étranger pour les transporteurs français, Bulletin des transports, 10 janvier 1990

## Distinctions
- Commandeur de l'ordre des Palmes académiques